# Meniscium membranaceum
Meniscium membranaceum är en kärrbräkenväxtart som först beskrevs av Georg Heinrich Mettenius, och fick sitt nu gällande namn av Pichi-serm. Meniscium membranaceum ingår i släktet Meniscium och familjen Thelypteridaceae. Inga underarter finns listade.